# Schistomeringos australis
Schistomeringos australis är en ringmaskart som först beskrevs av William Aitcheson Haswell 1886.  Schistomeringos australis ingår i släktet Schistomeringos och familjen Dorvilleidae. Inga underarter finns listade i Catalogue of Life.